# Suture palatine transverse
La suture palatine transverse) est la suture crânienne qui relie les lames horizontales des os palatins aux bords postérieurs des processus palatins des maxillaires.